# Ayeyawady United Football Club
El Ayeyawady United Football Club (birmà ဒဲလ်တာ ယူနိုက်တက် ဘောလုံး အသင်း) és un club de futbol birmà de la ciutat de Pathein. Fins a l'any 2011 s'anomenà Delta United FC.

## Palmarès
- sense títols destacats